# Laura Vasilescu
Laura Nicoletta Vasilescu (* 3. November 1984 in Buzău) ist eine ehemalige rumänische Handballspielerin. Mittlerweile ist sie als Handballtrainerin tätig.

## Vereinskarriere
Laura Vasilescu spielte für den rumänischen Verein Universitatea Remin Deva, mit dem sie in der Saison 2003/04 im Finale des EHF Challenge Cups stand. 2005 wechselte die Rückraumspielerin nach Griechenland, wo sie in der 1. Division für Panathlitikos Sykeon, HC Athinaikos Athens, AC Ormi School Patra, Megas Alexandros Giannitsa sowie in Thessaloniki auflief. In der Saison 2007/08 war sie die erfolgreichste Torschützin der griechischen Liga. Im Sommer 2011 unterschrieb sie einen Vertrag beim deutschen Bundesligisten SVG Celle. Nachdem Celle ein Jahr später abgestiegen war, schloss sich Vasilescu dem Erstligisten HSG Bad Wildungen an. Im Januar 2013 wechselte sie zum Ligakonkurrenten Vulkan-Ladies Koblenz/Weibern. Im Juli 2013 kehrte Vasilescu zur HSG Bad Wildungen zurück, die zwischenzeitlich in die 2. Bundesliga abgestiegen war. Ein Jahr später kehrte sie mit Bad Wildungen in die Bundesliga zurück. In der Saison 2014/15 wurde Vasilescu mit 230 Treffern Torschützenkönigin der Bundesliga. Weiterhin belegte sie in der Torschützenliste der Saison 2016/17 mit 189 Toren den zweiten Platz. Am 30. Januar 2019 zog sich Vasilescu im Spiel gegen den Thüringer HC eine schwere Knieverletzung zu. Infolgedessen musste sie ihre Karriere beenden.

## Nationalmannschaft
Laura Vasilescu gehörte dem Kader der rumänischen Jugend- und Juniorinnen-Nationalmannschaft an. Für beide Auswahlmannschaften bestritt sie jeweils drei Spiele und erzielte jeweils zwei Tore.

## Trainerin
Im August 2021 schloss sie in der Sportschule Hennef die B-/C-Trainer-Kurzausbildung des Deutschen Handballbundes für ehemalige und aktuelle Profis ab. Ab der Saison 2022/23 trainierte sie gemeinsam mit Jenny Karolius die B-Jugendmannschaft von Bayer 04 Leverkusen. Im Jahr 2024 wechselte sie gemeinsam mit Karolius zum HSV Solingen-Gräfrath, bei der sie ebenfalls die B-Jugend betreut. Zur Saison 2025/26 übernahm Vasilescu den Co-Trainerposten der Zweitligamannschaft des HSV Solingen-Gräfrath.

## Sonstiges
Vasilescu bekannte sich im Alter von 34 Jahren als erste prominente rumänische Handballspielerin zu ihrer Homosexualität.